# Sassofortino
Sassofortino is een plaats (frazione) in de Italiaanse gemeente Roccastrada.